# Distrito de Lisboa
O distrito de Lisboa é um distrito português, localizado no centro-oeste do país. Limita a norte com o distrito de Leiria, a leste com o de Santarém, a sul com o de Setúbal e a oeste com o Oceano Atlântico. Toma o nome da cidade de Lisboa, que foi lhe foi sede administrativa.
Tem uma área total de 2 761 km², sendo o 16.° distrito com a maior área de todos os distritos nacionais. Em 2022, registou uma população de 2 301 904 habitantes, sendo o distrito mais populoso do país. O distrito tem uma densidade populacional de 833 habitantes por km², que se dividem em 16 municípios e em 134 freguesias.

## População

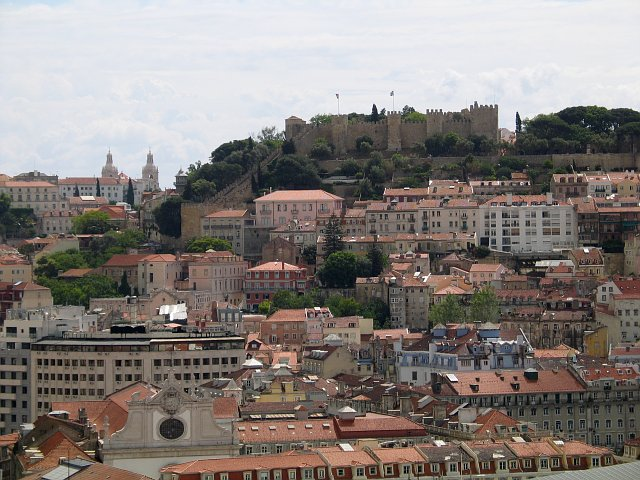
Lisboa e seu castelo.

Segundo as estatísticas do Instituto Nacional de Estatística em 2021, residiam no distrito de Lisboa 2 275 591 habitantes, distribuídos pelos dezasseis concelhos, sendo os municípios da Área Metropolitana de Lisboa os mais populosos. A Grande Lisboa concentra uma média de 2 milhões de habitantes.
A estrutura da população mostra que 56% tem entre 15 e 64 anos, sendo o peso idêntico entre a população entre os 0 e os 14 e a com mais de 65 anos (15% e 17 % respectivamente).
Em termos evolutivos, a população entre os anos de 1980 e 1999 manteve-se estável com mais ou menos 2 milhões de habitantes. Desde o ano de 1999 até o ano de 2005 a população do distrito cresceu em cerca de 200 mi habitantes. Em 2005, o distrito de Lisboa registou uma taxa de natalidade de 11,6 por mil e uma taxa de mortalidade de 2,6 por mil. A população encontra-se em renovação.

## Subdivisões

### Municípios

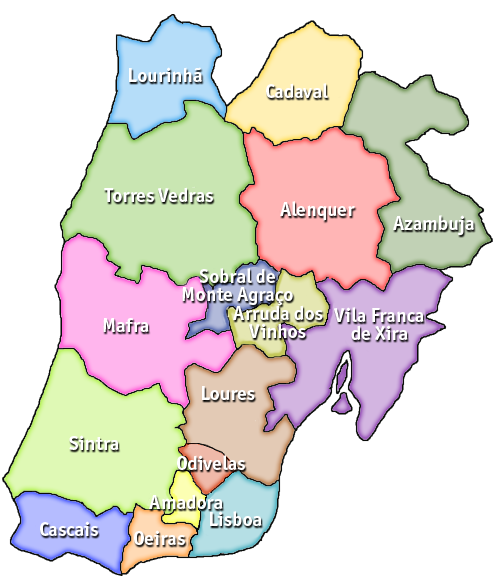
Municípios do distrito de Lisboa

O distrito de Lisboa subdivide-se nos seguintes dezasseis municípios:
| Brasão | Município              | População (2021) | Área (km²) | Densidade (hab./km²) | N.º Freg. |
| ------ | ---------------------- | ---------------- | ---------- | -------------------- | --------- |
|        | Alenquer               | 44 428           | 304,22     | 146,04               | 11        |
|        | Amadora                | 171 719          | 23,79      | 7 218,12             | 6         |
|        | Arruda dos Vinhos      | 13 983           | 77,96      | 179,36               | 4         |
|        | Azambuja               | 21 421           | 262,66     | 81,55                | 7         |
|        | Cadaval                | 13 382           | 174,89     | 76,52                | 7         |
|        | Cascais                | 214 134          | 97,40      | 2 198,5              | 4         |
|        | Lisboa                 | 544 851          | 100,05     | 5 445,79             | 24        |
|        | Loures                 | 201 646          | 167,24     | 1 205,73             | 10        |
|        | Lourinhã               | 26 261           | 147,17     | 178,44               | 8         |
|        | Mafra                  | 89 130           | 291,66     | 285,02               | 11        |
|        | Odivelas               | 148 034          | 26,54      | 5 577,77             | 4         |
|        | Oeiras                 | 171 802          | 45,88      | 3 744,59             | 5         |
|        | Sintra                 | 385 954          | 319,23     | 1 209,02             | 11        |
|        | Sobral de Monte Agraço | 10 542           | 52,10      | 202,34               | 3         |
|        | Torres Vedras          | 83 130           | 407,15     | 204,18               | 13        |
|        | Vila Franca de Xira    | 137 659          | 318,19     | 432,63               | 6         |

A divisão do distrito de Lisboa é a seguinte:
- Oeste e Vale do Tejo [6]
  - Lezíria do Tejo
    - Azambuja

  - Oeste
    - Alenquer
    - Arruda dos Vinhos
    - Cadaval
    - Lourinhã
    - Sobral de Monte Agraço
    - Torres Vedras

- Área Metropolitana de Lisboa (Região de Lisboa)
  - Amadora
  - Cascais
  - Lisboa
  - Loures
  - Mafra
  - Odivelas
  - Oeiras
  - Sintra
  - Vila Franca de Xira

## Economia
A estrutura empresarial que domina o distrito é o setor terciário (79%). O setor primário representa 1% da economia, enquanto o setor secundário representa 19%.

## Turismo

### Património
- Lista de património edificado no distrito de Lisboa

## Governadores Civis
1. António de Gamboa e Liz (18 de Março de 1842 a 9 de Fevereiro de 1844)
2. José Bernardo da Silva Cabral, 1.º Conde de Cabral (9 de Fevereiro de 1844 a 24 de Julho de 1845)
3. Joaquim José Dias Lopes de Vasconcelos (30 de Setembro de 1845 a 12 de Maio de 1846)
4. D. José Trasimundo Mascarenhas Barreto, 7.º Marquês de Fronteira, 8.º Conde da Torre, 8.º Conde de Coculim, Representante do Título de Marquês de Alorna, 10.º Conde de Assumar (12 de Maio de 1846 a 22 de Maio de 1846)
5. Policarpo José Machado, 1.º Visconde de Benagazil (22 de Maio de 1846 a 2 de Julho de 1846)
6. José Joaquim dos Reis de Vasconcelos (2 de Julho de 1846 a 6 de Outubro de 1846)
7. D. José Trasimundo Mascarenhas Barreto, 7.º Marquês de Fronteira, 8.º Conde da Torre, 8.º Conde de Coculim, Representante do Título de Marquês de Alorna, 10.º Conde de Assumar (6 de Outubro de 1846 a 15 de Novembro de 1847)
8. José Joaquim Januário Lapa, 1.º Barão e 1.º Visconde de Vila Nova de Ourém (15 de Novembro de 1847 a 29 de Março de 1848)
9. D. José Trasimundo Mascarenhas Barreto, 7.º Marquês de Fronteira, 8.º Conde da Torre, 8.º Conde de Coculim, Representante do Título de Marquês de Alorna, 10.º Conde de Assumar (29 de Março de 1848 a 1 de Maio de 1851)
10. Luís Maria de Melo Breyner Teles da Silva, 6.º Senhor, 3.º Barão, 3.º Visconde e 2.º Conde de Sobral jure uxoris (17 de Maio de 1851 a 24 de Agosto de 1852)
11. João de Almada Quadros Sousa e Lancastre, 1.º Barão e 1.º Conde de Tavarede (24 de Agosto de 1852) (faleceu)
12. João de Saldanha da Gama, 8.º Conde da Ponte (25 de Dezembro de 1853 a 28 de Agosto de 1856)
13. Luís Maria de Melo Breyner Teles da Silva, 6.º Senhor, 3.º Barão, 2.º Visconde e 2.º Conde de Sobral jure uxoris (28 de Agosto de 1856 a 2 de Agosto de 1858)
14. Diogo António Palmeiro Pinto (5 de Agosto de 1858 a 19 de Março de 1859)
15. António de Morais Carvalho (19 de Março de 1859 a 25 de Janeiro de 1860)
16. D. João Inácio Francisco de Paula de Noronha, 2.º Conde de Parati (16 de Fevereiro de 1860 a 1 de Setembro de 1860)
17. António Cabral de Sá Nogueira (1 de Setembro de 1860 a 4 de Abril de 1861)
18. Jerónimo da Silva Maldonado de Eça (4 de Abril de 1861 a 19 de Março de 1862)
19. D. António Maria José de Melo da Silva César e Meneses, 8.º Conde e 3.º Marquês de Sabugosa, 10.º Conde de São Lourenço, 10.º Alferes Mor do Reino (19 de Março de 1862 a 9 de Março de 1864)
20. Geraldo José Braamcamp de Almeida Castelo-Branco (15 de Fevereiro de 1865 a 20 de Maio de 1865)
21. Geraldo José Braamcamp de Almeida Castelo-Branco (9 de Setembro de 1865 a 12 de Setembro de 1866)
22. D. Rodrigo José de Menezes de Eça, 3.º Conde de Cavaleiros (12 de Setembro de 1866 a 3 de Janeiro de 1868)
23. Manuel da Cunha Paredes (17 de Janeiro de 1868 a 14 de Julho de 1868)
24. D. António Maria José de Melo da Silva César e Meneses, 8.º Conde e 3.º Marquês de Sabugosa, 10.º Conde de São Lourenço, 10.º Alferes Mor do Reino (24 de Julho de 1868 a 13 de Agosto de 1869)
25. D. João Pedro da Câmara (13 de Agosto de 1869 a 19 de Maio de 1870)
26. D. João José de Lancastre Basto Baharem, 4.º Conde da Lousã (14 de Junho de 1870 a 30 de Agosto de 1870)
27. D. António Maria José de Melo da Silva César e Meneses, 8.º Conde e 3.º Marquês de Sabugosa, 10.º Conde de São Lourenço, 10.º Alferes Mor do Reino (30 de Agosto de 1870 a 5 de Setembro de 1870)
28. D. Luís Maria de Carvalho Daun e Lorena, 1.º Marquês de Pomares (7 de Setembro de 1870 a 6 de Fevereiro de 1871)
29. Sebastião José de Carvalho, 1.º Visconde de Chanceleiros (6 de Fevereiro de 1871 a 1 de Março de 1871)
30. Augusto César Cau da Costa (4 de Outubro de 1871 a 19 de Outubro de 1876)
31. Henrique da Gama Barros (19 de Outubro de 1876 a 15 de Março de 1877)
32. Guilhermino Augusto de Barros (11 de Maio de 1877 a 20 de Junho de 1877)
33. Henrique da Gama Barros (31 de Janeiro de 1878 a 3 de Janeiro de 1879)
34. Luís da Câmara Leme (3 de Janeiro de 1879 a 3 de Junho de 1879)
35. Fausto de Queirós Guedes, 2.º Visconde de Valmor (3 de Junho de 1879 a 23 de Outubro de 1879)
36. D. Luís Maria de Carvalho Daun e Lorena, 1.º Marquês de Pomares (23 de Outubro de 1879 a 12 de Outubro de 1880)
37. Vicente Rodrigues Monteiro (12 de Outubro de 1880 a 23 de Março de 1881)
38. António Maria Barreiros Arrobas (30 de Março de 1881 a 9 de Junho de 1882)
39. Caetano Alexandre de Almeida e Albuquerque (9 de Junho de 1882 a 15 de Outubro de 1883)
40. Joaquim Leite de Carvalho (20 de Outubro de 1884 a 18 de Fevereiro de 1886)
41. Vicente Rodrigues Monteiro (27 de Fevereiro de 1886 a 9 de Dezembro de 1886)
42. D. Luís Maria de Carvalho Daun e Lorena, 1.º Marquês de Pomares (9 de Dezembro de 1886 a 13 de Dezembro de 1888)
43. Carlos José de Oliveira (13 de Dezembro de 1888 a 13 de Janeiro de 1890)
44. Carlos Eugénio Correia da Silva, 1.º Visconde e 1.º Conde de Paço de Arcos (16 de Janeiro de 1890 a 29 de Setembro de 1890)
45. Eduardo José Seguro (29 de Setembro de 1890 a 4 de Fevereiro de 1897)
46. João de Alarcão Velasques Sarmento Osório (11 de Fevereiro de 1897 a 25 de Junho de 1900)
47. José de Azevedo Castelo-Branco (25 de Junho de 1900 a 7 de Dezembro de 1901)
48. Manuel Augusto Pereira e Cunha (7 de Dezembro de 1901 a 18 de Outubro de 1904)
49. João de Alarcão Velasques Sarmento Osório (22 de Outubro de 1904 a 4 de Maio de 1905)
50. D. Jorge José de Melo, 2.º Conde do Cartaxo (4 de Maio de 1905 a 20 de Março de 1906)
51. José Gonçalves Guimarães Serôdio, 1.º Conde de Sabrosa (20 de Março de 1906 a 17 de Maio de 1906)
52. Eduardo Segurado (21 de Maio de 1906 a 9 de Fevereiro de 1908)
53. João António de Azevedo Coutinho Fragoso de Sequeira (9 de Fevereiro de 1908 a 16 de Abril de 1909)
54. Francisco Cabral Metelo (16 de Abril de 1909 a 6 de Maio de 1909)
55. José Coelho da Mota Prego (19 de Maio de 1909 a 21 de Dezembro de 1909)
56. António Duarte Ramada Curto (11 de Janeiro de 1910 a 25 de Junho de 1910)
57. Alfredo Mendes de Magalhães Ramalho (27 de Junho de 1910 a 5 de Outubro de 1910)
58. Francisco Eusébio Lourenço Leão (5 de Outubro de 1910 a 23 de Fevereiro de 1912)
59. Manuel Nunes de Oliveira (23 de Fevereiro de 1912 a 11 de Janeiro de 1913)
60. Daniel José Rodrigues (16 de Janeiro de 1913 a 14 de Fevereiro de 1914)
61. António Cassiano Pereira de Sousa Neves (14 de Fevereiro de 1914 a 25 de Junho de 1914)
62. António Teixeira Júdice da Costa (25 de Julho de 1914 a 18 de Dezembro de 1914)
63. Francisco Correia de Herédia, 1.º Visconde da Ribeira Brava (18 de Dezembro de 1914 a 25 de Janeiro de 1915)
64. António Cassiano Pereira de Sousa Neves (25 de Janeiro de 1915 a 13 de Maio de 1915)
65. Ernesto Augusto da Cunha Ferraz (13 de Maio de 1915 a 19 de Maio de 1915)
66. Mariano Martins (19 de Maio de 1915 a 3 de Dezembro de 1915)
67. José de Oliveira da Costa Gonçalves (3 de Dezembro de 1915 a 17 de Abril de 1916)
68. Sesinando Raimundo das Chagas Franco (17 de Abril de 1916 a 4 de Outubro de 1916)
69. Domingos Lopes Fidalgo (4 de Outubro de 1916 a 30 de Abril de 1917)
70. Francisco Xavier da Silva (30 de Abril de 1917 a 9 de Agosto de 1917)
71. José de Oliveira da Costa Gonçalves (6 de Setembro de 1917 a 13 de Dezembro de 1917)
72. Henrique Ventura Forbes de Bessa (13 de Dezembro de 1917 a 8 de Março de 1918)
73. António Miguel de Sousa Fernandes (8 de Março de 1918 a 23 de Fevereiro de 1919)
74. António Luís de Gouveia Prestes Salgueiro (23 de Fevereiro de 1919 a 25 de Março de 1920)
75. Adolfo Augusto de Oliveira Coutinho (25 de Março de 1920 a 28 de Julho de 1920)
76. Alberto Lello Portela (28 de Julho de 1920 a 20 de Outubro de 1921)
77. José Falcão Ribeiro (20 de Outubro de 1921 a 21 de Dezembro de 1921)
78. Armando Pereira de Castro Agatão Lança (21 de Dezembro de 1921 a 9 de Fevereiro de 1922)
79. Viriato Sertório dos Santos Lobo (9 de Fevereiro de 1922 a 16 de Novembro de 1923)
80. António Gonçalves Videira (16 de Novembro de 1923 a 17 de Dezembro de 1923)
81. Pedro Joaquim Fazenda (19 de Dezembro de 1923 a 19 de Janeiro de 1924)
82. Filipe da Silva Mendes (19 de Janeiro de 1924 a 19 de Janeiro de 1926)
83. Raúl Barbosa Viana (19 de Janeiro de 1926 a 11 de Junho de 1926)
84. João Luís de Moura (11 de Junho de 1926 a 21 de Julho de 1937) (faleceu)
85. Artur Leal Lobo da Costa (27 de Julho de 1937 a 9 de Outubro de 1944)
86. Nuno Frederico de Brion (9 de Outubro de 1944 a 5 de Março de 1947)
87. Mário Lampreia de Gusmão Madeira (5 de Março de 1947 a 9 de Fevereiro de 1959)
88. António Henriques da Silva Osório Vaz (9 de Fevereiro de 1959 a 10 de Dezembro de 1968)
89. Afonso Diego Marchueta (11 de Dezembro de 1968 a 25 de Abril de 1974)
90. Mário Jorge Bruchelas (27 de Agosto de 1974 a 18 de Outubro de 1975)
91. José Manuel Cipriano Mouzinho de Albuquerque Duarte (18 de Outubro de 1975 a 14 de Fevereiro de 1980)
92. António Filipe Vieira Neiva Correia (14 de Fevereiro de 1980 a 25 de Fevereiro de 1983)
93. Afonso de Sousa Freire de Moura Guedes (11 de Julho de 1983 a 16 de Dezembro de 1985)
94. Afonso de Sousa Freire de Moura Guedes (16 de Dezembro de 1985 a 4 de Janeiro de 1988)
95. Afonso de Sousa Freire de Moura Guedes (4 de Janeiro de 1988 a 16 de Dezembro de 1991)
96. Maria Adelaide Gonçalves Carvalho Pires Lisboa (16 de Dezembro de 1991 a 16 de Novembro de 1995)
97. Alberto Manuel Avelino (16 de Novembro de 1995 a 11 de Novembro de 1999)
98. Alberto Manuel Avelino (11 de Novembro de 1999 a 14 de Maio de 2002)
99. Teresa Margarida Figueiredo de Vasconcelos Caeiro (14 de Maio de 2002 a 12 de Setembro de 2003)
100. José Lino Fonseca Ramos (12 de Setembro de 2003 a 5 de Abril de 2005)
101. Maria Adelaide Torradinhas Rocha (5 de Abril de 2005 a 26 de Fevereiro de 2008)
102. Maria Dalila Correia Araújo Teixeira (26 de Fevereiro de 2008 a 1 de Setembro de 2009)
103. Jorge Monteiro Andrew (1 de Setembro de 2009 a 27 de Novembro de 2009)
104. António Bento da Silva Galamba (27 de Novembro de 2009 a 30 de Junho de 2011)

## Política

### Eleições legislativas
| Ano  | %    | D   | %           | D           | %       | D       | %      | D      | %       | D       | %       | D       | %    | D  | %    | D   | %       | D       | %    | D   | %   | D   | %    | D    | %   | D   | %       | D       | % | D | %  | D  | %  | D  |
| Ano  | PS   | PS  | PCP/APU/CDU | PCP/APU/CDU | PPD/PSD | PPD/PSD | CDS-PP | CDS-PP | MDP/CDE | MDP/CDE | UDP     | UDP     | AD   | AD | FRS  | FRS | UDP-PSR | UDP-PSR | PRD  | PRD | PSN | PSN | B.E. | B.E. | PAN | PAN | PSD CDS | PSD CDS | L | L | IL | IL | CH | CH |
| ---- | ---- | --- | ----------- | ----------- | ------- | ------- | ------ | ------ | ------- | ------- | ------- | ------- | ---- | -- | ---- | --- | ------- | ------- | ---- | --- | --- | --- | ---- | ---- | --- | --- | ------- | ------- | - | - | -- | -- | -- | -- |
| 1975 | 46,0 | 29  | 18,9        | 11          | 15,0    | 9       | 4,8    | 3      | 4,1     | 2       | 1,7     | 1       |      |    |      |     |         |         |      |     |     |     |      |      |     |     |         |         |   |   |    |    |    |    |
| 1976 | 38,3 | 25  | 21,9        | 14          | 16,3    | 10      | 13,0   | 8      |         |         | 2,6     | 1       |      |    |      |     |         |         |      |     |     |     |      |      |     |     |         |         |   |   |    |    |    |    |
| 1979 | 25,8 | 15  | 26,1        | 16          | AD      | AD      | AD     | AD     | APU     | APU     | 2,7     | 1       | 39,9 | 24 |      |     |         |         |      |     |     |     |      |      |     |     |         |         |   |   |    |    |    |    |
| 1980 | FRS  | FRS | 23,1        | 13          | AD      | AD      | AD     | AD     | APU     | APU     | 1,7     | 1       | 41,6 | 25 | 28,1 | 17  |         |         |      |     |     |     |      |      |     |     |         |         |   |   |    |    |    |    |
| 1983 | 35,7 | 21  | 25,3        | 15          | 21,8    | 13      | 11,7   | 7      | APU     | APU     | UDP-PSR | UDP-PSR |      |    |      |     | 1,3     | –       |      |     |     |     |      |      |     |     |         |         |   |   |    |    |    |    |
| 1985 | 19,8 | 12  | 20,1        | 12          | 25,6    | 15      | 8,0    | 4      | APU     | APU     | 1,6     | –       |      |    | 21,2 | 13  |         |         |      |     |     |     |      |      |     |     |         |         |   |   |    |    |    |    |
| 1987 | 21,2 | 12  | 16,5        | 10          | 45,8    | 28      | 3,7    | 2      | 0,7     | –       | 1,4     | –       | 6,9  | 4  |      |     |         |         |      |     |     |     |      |      |     |     |         |         |   |   |    |    |    |    |
| 1991 | 29,7 | 16  | 12,2        | 6           | 45,3    | 25      | 4,0    | 2      |         |         | –       | –       | 0,6  | –  | 2,6  | 1   |         |         |      |     |     |     |      |      |     |     |         |         |   |   |    |    |    |    |
| 1995 | 44,1 | 24  | 12,0        | 6           | 29,0    | 15      | 9,4    | 5      | 0,6     | –       |         |         | 0,2  | –  |      |     |         |         |      |     |     |     |      |      |     |     |         |         |   |   |    |    |    |    |
| 1999 | 42,6 | 23  | 12,3        | 6           | 27,3    | 14      | 8,5    | 4      |         |         | 0,2     | –       | 4,9  | 2  |      |     |         |         |      |     |     |     |      |      |     |     |         |         |   |   |    |    |    |    |
| 2002 | 38,7 | 20  | 8,8         | 4           | 35,6    | 18      | 8,5    | 4      |         |         | 4,7     | 2       |      |    |      |     |         |         |      |     |     |     |      |      |     |     |         |         |   |   |    |    |    |    |
| 2005 | 44,1 | 23  | 9,7         | 5           | 23,6    | 12      | 8,2    | 4      | 8,8     | 4       |         |         |      |    |      |     |         |         |      |     |     |     |      |      |     |     |         |         |   |   |    |    |    |    |
| 2009 | 36,4 | 19  | 9,9         | 5           | 25,1    | 13      | 11,0   | 5      | 10,8    | 5       |         |         |      |    |      |     |         |         |      |     |     |     |      |      |     |     |         |         |   |   |    |    |    |    |
| 2011 | 27,5 | 14  | 9,6         | 5           | 34,1    | 18      | 13,8   | 7      | 5,7     | 3       | 1,4     | –       |      |    |      |     |         |         |      |     |     |     |      |      |     |     |         |         |   |   |    |    |    |    |
| 2015 | 33,5 | 18  | 9,8         | 5           | CDS     | CDS     | PSD    | PSD    | 10,9    | 5       | 2,0     | 1       | 34,7 | 18 | 1,3  | –   |         |         |      |     |     |     |      |      |     |     |         |         |   |   |    |    |    |    |
| 2019 | 36,8 | 20  | 7,8         | 4           | 22,6    | 12      | 4,4    | 2      | 9,7     | 5       | 4,4     | 2       |      |    | 2,1  | 1   | 2,5     | 1       | 2,0  | 1   |     |     |      |      |     |     |         |         |   |   |    |    |    |    |
| 2022 | 40,8 | 21  | 5,1         | 2           | 24,2    | 13      | 1,7    | –      | 4,7     | 2       | 2,0     | 1       | 2,4  | 1  | 7,9  | 4   | 7,8     | 4       |      |     |     |     |      |      |     |     |         |         |   |   |    |    |    |    |
| 2024 | 27,7 | 15  | 3,7         | 2           | AD      | AD      | AD     | AD     | 27,0    | 14      | 5,0     | 2       | 2,5  | 1  | 5,5  | 2   | 6,6     | 3       | 17,0 | 9   |     |     |      |      |     |     |         |         |   |   |    |    |    |    |

### Eleições autárquicas[7]
Abaixo encontra-se uma tabela com o partido pelo qual foram eleitos os presidentes das 16 câmaras do distrito de Lisboa desde 1976 (excetuando, obviamente, Odivelas, dado que o concelho apenas se formou em 1998). Vê-se um distrito com bastante heterogeneidade de partidos, sem uma evidente primeira força política, especialmente nas eleições de 1979, 1982 e 1985, apesar de, mais recentemente o PS se destacar bastante. Realça-se também que, entre 1989 e 2001, a câmara de Lisboa foi governada por uma coligação entre o PS e o PCP-PEV (envolvendo também outros partidos), algo único na história eleitoral portuguesa. Por último, nota-se a existência de 3 bastiões, em Alenquer, Lourinhã e Torres Vedras, todos do PS (Odivelas não se enquadra na definição de bastião).
| Data | Alenquer | Alenquer | Amadora | Amadora | Arruda dos Vinhos | Arruda dos Vinhos | Azambuja          | Azambuja           | Cadaval            | Cadaval | Cascais | Cascais | Lisboa  | Lisboa | Loures | Loures | Lourinhã | Lourinhã | Mafra | Mafra | Odivelas | Odivelas | Oeiras | Oeiras | Sintra | Sintra | Sobral de Monte Agraço | Sobral de Monte Agraço | Torres Vedras | Torres Vedras | Vila Franca de Xira | Vila Franca de Xira |
| ---- | -------- | -------- | ------- | ------- | ----------------- | ----------------- | ----------------- | ------------------ | ------------------ | ------- | ------- | ------- | ------- | ------ | ------ | ------ | -------- | -------- | ----- | ----- | -------- | -------- | ------ | ------ | ------ | ------ | ---------------------- | ---------------------- | ------------- | ------------- | ------------------- | ------------------- |
| 1976 |          | PS       |         | PS      |                   | PS                |                   | PS                 |                    | PS      |         | PS      |         | PS     |        | PS     |          | PS       |       | PS    |          |          |        | PS     |        | PS     |                        | PS                     |               | PS            |                     | FEPU                |
| 1979 |          | PS       | APU     |         | APU               | PS                |                   | PSD                |                    | CDS     |         | AD      |         | APU    |        | AD     |          | PS       | AD    |       | AD       |          | APU    | APU    |        |        |                        |                        |               | PS            |                     |                     |
| 1982 |          | PS       | APU     | AD      | APU               | PS                |                   | PSD                |                    |         |         | AD      |         | APU    |        | AD     |          | PS       | AD    |       | AD       |          | APU    | APU    |        |        |                        |                        |               | PS            |                     |                     |
| 1985 |          | PS       | APU     | PS      |                   | PS                | PSD               | PSD                |                    | PSD     |         | PSD     |         | APU    | PSD    |        | PSD      | PS       |       |       |          |          | APU    | APU    |        |        |                        |                        |               | PS            |                     |                     |
| 1989 | CDU      | PS       |         | PS      | PS                | PS                |                   | PSD                | PS-PCP-PEV-MDP/CDE | CDU     |         | PSD     | PSD-CDS | CDU    | PSD    | CDU    |          | PS       |       |       |          |          |        |        |        |        |                        |                        |               | PS            |                     |                     |
| 1993 | CDU      | PS       |         | PS      | PS                | PS                | PS                | PS-PCP-PEV-UDP-PSR |                    | CDU     | PS      | PSD     |         | CDU    | PSD    | CDU    |          | PS       |       |       |          |          |        |        |        |        |                        |                        |               | PS            |                     |                     |
| 1997 |          | PS       | PS      | PS      | PS                |                   | PS                | PSD                | PS-PCP-PEV-UDP     | CDU     | PS      | PSD     |         | CDU    | PSD    | PS     |          | PS       |       |       |          |          |        |        |        |        |                        |                        |               | PS            |                     |                     |
| 2001 |          | PS       | PS      | PS      |                   | PSD               |                   | PSD                | PSD-CDS            |         | PSD-PPM | PSD     |         | CDU    | PSD    | PS     | PS       | PS       |       | PS    |          | PSD-CDS  |        |        |        |        |                        |                        |               | PS            |                     |                     |
| 2005 |          | PS       | PS      | PS      |                   | PSD               | PSD               | PSD                | PSD-CDS            |         | Ind.    | PSD     |         | CDU    |        | PS     | PS       | PS       |       | PS    |          | PSD-CDS  |        |        |        |        |                        |                        |               | PS            |                     |                     |
| 2009 |          | PS       | PS      | PS      |                   | PSD               | PS                | PSD                | PSD-CDS            |         | Ind.    | PSD     |         | CDU    |        | PS     | PS       | PS       |       | PS    |          | PSD-CDS  |        |        |        |        |                        |                        |               | PS            |                     |                     |
| 2013 |          | PS       | PS      | PS      |                   | PSD               | PS                | PS                 | PSD-CDS            |         | Ind.    | PSD     | CDU     | CDU    |        | PS     | PS       | PS       |       | PS    |          |          |        |        |        |        |                        |                        |               | PS            |                     |                     |
| 2017 |          | PS       | PS      | PS      |                   | PSD               | PS                | PS                 | PSD-CDS            |         | Ind.    | PSD     | CDU     | CDU    |        | PS     | PS       | PS       |       | PS    |          |          |        |        |        |        |                        |                        |               | PS            |                     |                     |
| 2021 |          | PS       | PS      | PS      |                   | PSD               | PSD-CDS-A-MPT-PPM | PS                 | PSD-CDS            |         | Ind.    | PSD     | PS      | CDU    |        | PS     | PS       | PS       |       | PS    |          |          |        |        |        |        |                        |                        |               | PS            |                     |                     |

Legenda dos principais partidos:
- FEPU - Frente Eleitoral Povo Unido
- APU - Aliança Povo Unido
- CDU - Coligação Democrática Unitária
- PS - Partido Socialista
- PSD - Partido Social Democrata
- CDS - Centro Democrático Social
- AD - Aliança Democrática
- PSD-CDS - Coligação Partido Social Democrata - Centro Democrático Social